# Sphodromantis biocellata
Sphodromantis biocellata är en bönsyrseart som beskrevs av Werner 1906. Sphodromantis biocellata ingår i släktet Sphodromantis och familjen Mantidae. Inga underarter finns listade i Catalogue of Life.